# Yiğit Caner Aydın
Yiğit Caner Aydın (sinh ngày 23 tháng 8 năm 1992) là một vận động viên bắn cung người Thổ Nhĩ Kỳ thi đấu trong sự kiện W1.

## Tiểu sử
Yiğit Caner Aydın sinh ra ở Trabzon, đông bắc Thổ Nhĩ Kỳ vào ngày 23 tháng 8 năm 1992. Anh chuyển đến Istanbul cùng gia đình năm 3 tuổi.
Năm 2006, anh bắt đầu phát triển các dự án web và tự lập. Năm 2010, anh nhập học Khoa Thiên văn và Khoa học Không gian tại Đại học Istanbul. Bằng cách tham gia vào các dự án trách nhiệm xã hội, nhằm giúp trẻ em sống ở các vùng khó khăn phát triển các kỹ năng xã hội và bản thân.
Năm 2013, khi đang ngồi trong phòng khách ở trường học một người bạn, một chiếc giá đỡ nặng đã rơi xuống đầu Aydın dẫn đến gãy xương cổ ở mức độ C6. Anh đã phải nằm viện tám tháng sau sáu ngày ở lại chăm sóc đặc biệt. Anh bị liệt từ ngực trở xuống và trải qua liệu pháp vật lý trị liệu trong hai năm rưỡi, cuối cùng phải ngồi xe lăn.

## Sự nghiệp thể thao
Năm 2016, Aydın bắt đầu môn bắn cung sau khi gặp Naci Yenier, một cung thủ bắn cung, thông qua cha mình. Aydın tham gia các khóa huấn luyện tại Archery Foundation. Với số tiền dành dụm được trước khi bị tai nạn, anh đã mua dụng cụ bắn cung. Được cha mẹ ủng hộ, anh đã luyện tập 5-6 giờ mỗi ngày.
Aydın được chọn vào đội tuyển quốc gia. Số điểm ghi được tại các cuộc thi quốc tế đã giúp Aydın tham gia Giải vô địch Bắn cung Thế giới vào năm 2017. Anh cùng hai đồng đội đã giành huy chương vàng nội dung Đồng đội mở rộng W1 nam tại Giải vô địch bắn cung thế giới 2017 ở Bắc Kinh, Trung Quốc. Aydın là một phần của đội lập kỷ lục Thế giới trong nội dung 50m với 1.967 điểm. Aydın đã giành được huy chương vàng trong sự kiện Nam W1 Mở rộng và một huy chương vàng khác trong sự kiện Đồng đội mở rộng W1 cùng hai đồng đội tại chặng đầu tiên của Cúp bắn cung châu Âu 2019 được tổ chức tại Olbia, Sardinia, Ý. Đội tuyển Thổ Nhĩ Kỳ đã lập kỷ lục Thế giới với 215 điểm. Tại Giải vô địch Bắn cung Thế giới năm 2019 ở s-Hertogenbosch, Hà Lan, anh đã giành được huy chương vàng trong Đội nam W1 Mở rộng và lập lại kỷ lục Đồng đội Thế giới. Aydın trở thành nhà vô địch trong sự kiện Nam W1 tại Thế giới Bắn cung Nam Giải đấu Xếp hạng và Vòng loại Chung kết Paralympic 2021 được tổ chức tại Nové Město nad Metují, Cộng hòa Séc. Anh đã giành được hai huy chương vàng tại Giải vô địch Bắn cung Thế giới năm 2022 được tổ chức tại Dubai, Các Tiểu vương quốc Ả Rập Thống nhất, một trong sự kiện Nam W1 và một trong sự kiện Đôi nam W1 cùng với đồng đội Nihat Türkmenoğlu.
Aydın xếp hạng thứ hai thế giới vào ngày 5 tháng 5 năm 2019. Tính đến ngày 18 tháng 3 năm 2022, Aydın đứng thứ ba thế giới.